# Fårup Sommerland
Fårup Sommerland er en forlystelsespark beliggende i Fårup mellem Blokhus og Løkken i Nordjylland. Parken blev åbnet i 1975 af Anders Kragelund. Det første år Fårup Sommerland åbnede, blev det besøgt af 40.000 gæster. Siden åbningen i 1975 er parken løbende blevet udbygget og er i dag en af de største forlystelsesparker i Danmark.

## Ejer og ledelse
I 1979 overtog sønnen Søren Kragelund direktørposten sammen med sin fætter Henrik Schnack. I 2012 trådte Schnack ud af direktionen i Fårup Sommerland og er nu direktør i moderselskabet M. Kragelund Holding. Søren Kragelund var indtil november 2016 direktør og medlem af bestyrelsen. Med overtagelsen af Søren Kragelunds aktier i 2016 blev Henrik Schnack sammen med sønnerne Martin Norrbom Sams og Jakob Schnack eneejere af Fårup Sommerland. Ved overtagelsen blev Per Dam Jensen administrerende direktør. Han er sidenhen stoppet og i dag er det Niels Jørgen Jensen, som efter et kort besøg hos Lego, atter er tilbage i Fårup. Denne gang som direktør.

## Fårup i dag
Med 656.904 gæster i 2013 er Fårup Sommerland en af de største forlystelsesparker i Danmark. Parken byder på alt fra spisesteder, som f.eks. Spisekammeret, Loen, Oasen og diverse grillbarer, til grill-selv-pladser. I 2011 er der blevet sigtet mod en sundere madprofil og I 2016 åbnede parken et 100% økologisk spisested.
Fårup har mange forlystelser, såsom Danmarks største trærutschebane: Falken. Udover den er der: Lynet, Hvirvelvinden, Orkanen, Flagermusen, Træstammerne, River Rafting, Mine-ekspressen, en 4D-biograf og Aquaparken, der ved åbningen var Nordeuropas største. I alt er der omkring 60 forlystelser.
I 2004 blev Falken bygget. Falken er Danmarks hurtigste trærutsjebane og er den første trærutsjebane der er bygget i Danmark siden 1932. Falken er 622 meter lang.
I 2008 åbnede Lynet, som kostede 35 millioner kroner at opføre. I denne bliver vognene accelereret fra hvile til 80 km/t på 2 sekunder ved hjælp af elektromagnetisme. Den 5. juni 2013 blev Orkanen indviet, som er den eneste rutsjebane i Norden der kører under vand. Orkanen er 453 meter, og kører 75 km/t.
I 2015 indviede Fårup Vandkanonen, som er en vandrutsjebane med frit fald og dobbelt loop. I 2016 åbnede Hotel Fårup, der er et hotel der ligger inde i selve forlystelsesparken. Hotellet fungerer desuden som konference og kursushotel når forlystelsesparken holder lukket.
I 2017 blev Hvirvelvinden indviet og i 2018 åbnede Fårup Sommerland en minigolfbane kaldet Golf Øen.
Siden 2013 har de også haft åbent i uge 42 i skolernes efterårsferie, hvor Fårup sommerland byder inden for til Høstfest.
I 2022 åbnede Fønix (en): Danmarks største rutsjebane, bygget af Vekoma. Den har en Max højde på 40 m. og en tophastighed på 95 km/t. og er dermed både Danmarks højeste og hurtigste rutsjebane. Det er den bane med mest ‘Air time’ i hele Skandinavien og Danmarks længste loop-rutsjebane. Fønix holder rekorden for banen med flest loops på en bane i Danmark (sammen med to andre rutsjebaner) med hele tre ‘inversions’. Fønix er den største investering i Fårup Sommerlands historie, på hele 100 mio. kr.

## Priser
Fårup Sommerland fik i 2007 fem stjerner i Danske Turist Attraktioners opgørelse over landets seværdigheder.
- 3. bedste forlystelsespark i Europa (Kirmes) 2018 Arkiveret 11. maj 2022 hos  Wayback Machine
- Verdens 3. bedste service (IAAPA), 2015
- 2. bedste forlystelsespark i Europa (Kirmes) 2015[5], 2016 Arkiveret 11. maj 2022 hos  Wayback Machine og 2017 Arkiveret 11. maj 2022 hos  Wayback Machine
- Oplevelsesprisen i Kategorien; børn (Du glemmer det aldrig og Small Danish Hotels) 2015
- Orkanen: 3 bedste stål-rutsjebane i Europa (Kirmes) 2014
- Bedste forlystelses park i Danmark (børnibyen.dk) 2014
- Danmarks bedste sommerland (tv2.dk) 2014
- Orkanen: årets 2 bedste nyhed i Europa (Kirmes) 2013[6]
- Nordens bedste sommerland (Barnesemester.se) 2013
- Nordens bedste sommerland (Barnsemester.se) 2012
- Nordjyllands bedste arbejdsplads for unge (LO's Jobpatrulje), 2011
- Verdens 3. bedste service (IAAPA), 2010-2011 [kilde mangler]
- Verdens 2. bedste sommerland (Kirmes & Park Revue)

## Hotel Fårup
Fårup Sommerland har åbnet et hotel kaldet "Hotel Fårup" i 2016. Det ligger i parken med udsigt over søen, Orkanen og Falken, og har 51 værelser. I 2019 udvider Hotel Fårup med to suiter og flere konferencerum.

## Liste over forlystelser
Fårup Sommerland har omkring 60 forlystelser.
| Aquaparken - Vandkanonen - vandrutsjebane med frit fald og to loops - Vandfaldet - hurtig og meget stejl vandrutsjebane - Bølgebassin – 300 m² stort opvarmet bassin - Børnevandland - Regnskoven – vandlegeplads, bygget i 2011 - Surf Hill – 120 meter lang vandrutsjebane - Vandcyklonen – vandrutsjebane hvor man sidder i en 2-personers badering, bygget i 2007 - Vandslangen – vandrutsjebane med store baderinge til flere personer, bygget i 2011 - Waterslide – vandrutsjebane med 130 meter snoet rør - Wild River – river rafting-rutsjebane Action - Falken – 622 meter klassisk rutsjebane med tophastighed på 75 km/t, opført i 2004 - Flagermusen – snurrende rutsjebane, opført i 2001 - Fårup Rafting – 488 meter lang, opført i 1998 - Lynet – rutsjebane med magnetdrevet affyring; accelererer 0-80 km/t på 2 sekunder, bygget i 2008 - Mine-Expressen – den første af rutsjebanerne, bygget i 1992 - Træstammerne – rutsjebane med tre fald, der ender med store vandplask, bygget i 1991 - Orkanen – eneste rutsjebane i Nordeuropa, der kører både over og under vandet - Hvirvelvinden - karrusel der svinger op i 19 meter som et pendul - Saven rutsjebane der køre forlæns og baglæns. Bygget i 2020 - Fønix - Danmarks højeste og hurtigste rutsjebane bygget i 2022 Familie - 4D–Biografen – biograf til 4D-film med kapacitet på 120 personer - Cykelbådene - Den Røde Baron – består af små flyvemaskiner, bygget i 1994 | - Den store legeplads - Edderkoppen – 9 meter højt klatrenet - Egerntårnet – 13 meter højt, bygget i 2005 - Færdelsskolen – elbilbane, hvor børn kan køre rundt i en lille by - Fårup Bådene – bygget i 2011 - Fårup Racing Team – racerbane for små børn - Fårup Railways – jernbane med tre stoppesteder i parken - Games – tombolaer, lykkehjul og andre spil - Guldgraveriet – bygget i 1991 - Heste – fremvisning af 40 islandske heste - Hoppepuderne - Kanoerne – oprindelig forlystelse - Golf Øen - Adventure minigolfbane - Pindsvinet – lille rutsjebane - Rævens Hule – bygget i 2010 - Robåde - Safaribiler - Eventpladsen – scene - Skattejagten – bygget i 1996, renoveret og udvidet i 2010 - Skovsuset – bygget i 2009 - Skydebanen - SnurreTræet – træstamme, der vugger og snurrer - Trampolinerne – oprindelig forlystelse - Tønderne – kapacitet på fire personer per tønde, bygget i 1997 - Trædecyklerne – forhindringsbane - Vulkanen - Rundrejsen - en karrusel bygget i 2023 |

## Billedgalleri
- Indgangen
- Vandkanonen
- Vandkanonen
- Vandslangen
- Lynet
- Orkanen
- Orkanen
- Flagermusen
- Falken
- Rafting
- Hotellet har 51 værelser
- Udsigten fra Hotel Fårup
- Hotel Fårup - Værelse
- Hotel Fårup - Barområde
- Hotel Fårup - Værelse
- Hotel Fårup - Restaurant